# Karl Robert Osten-Sacken
Barone Karl Robert Osten-Sacken (1828 – 1906) è stato un diplomatico ed entomologo russo.
Fu nel Consiglio Generale Russo a New York durante la Guerra di secessione americana, vivendo negli Stati Uniti dal 1856 al 1877.
Osten Sacken lavorò con Hermann Loew al "Catalogo dei Diptera del Nord America."
Fu legato da un rapporto di amicizia con l'astronomo tedesco Anton Staus, che gli dedicò il nome dell'asteroide 335 Roberta.